# Scleropodium californicum
Scleropodium californicum là một loài Rêu trong họ Brachytheciaceae. Loài này được (Lesq.) Kindb. miêu tả khoa học đầu tiên năm 1888.